# Raúl Rodríguez Lazo
Julio Raúl Rodríguez Lazo (Lebu, 1908-¿?) fue un abogado y político chileno. Militó en el Partido Conservador, y luego en el Partido Agrario Laborista (PAL). Durante el segundo gobierno del presidente Carlos Ibáñez del Campo, fue nombrado como director general de Tierras en 1953, y más tarde como ministro de Tierras y Colonización, cargo que ejerció entre el 30 de noviembre de 1957 y el 24 de julio de 1958.

## Familia y estudios
Nació en la comuna chilena de Lebu en 1908, hijo de Amadeo Rodríguez y Valdés y de María Sara Lazo y Oportot. Era hermano de Arnaldo Rodríguez Lazo, quien fuera parlamentario. Realizó sus estudios primarios en el Liceo de Linares y los secundarios el Seminario de Talca. Continuó los superiores en la Escuela de Derecho de la Universidad de Chile, egresando con la tesis Aspecto sobre centralismo y descentralización en Chile. Juró como abogado ante la Corte Suprema en 1935.